# Asgar Abdullajev
Asgar Mammad oglu Abdullajev, född 27 mars 1960 i Baku, Azerbajdzjanska SSR, Sovjetunionen, är en azerisk tidigare fotbollsspelare, som senare blev huvudtränare för PFK Turan Tovuz. Han spelade för Nefttji Baku som back, och gjorde ett mål på 319 matcher.
Han började sin tränarkarriär i Sjafa Baku. Han tränade också Azerbajdzjans U21-herrlandslag och A-landslag samt FK Baku och AZAL PFK Baku.